# Lodewijk Elsevier

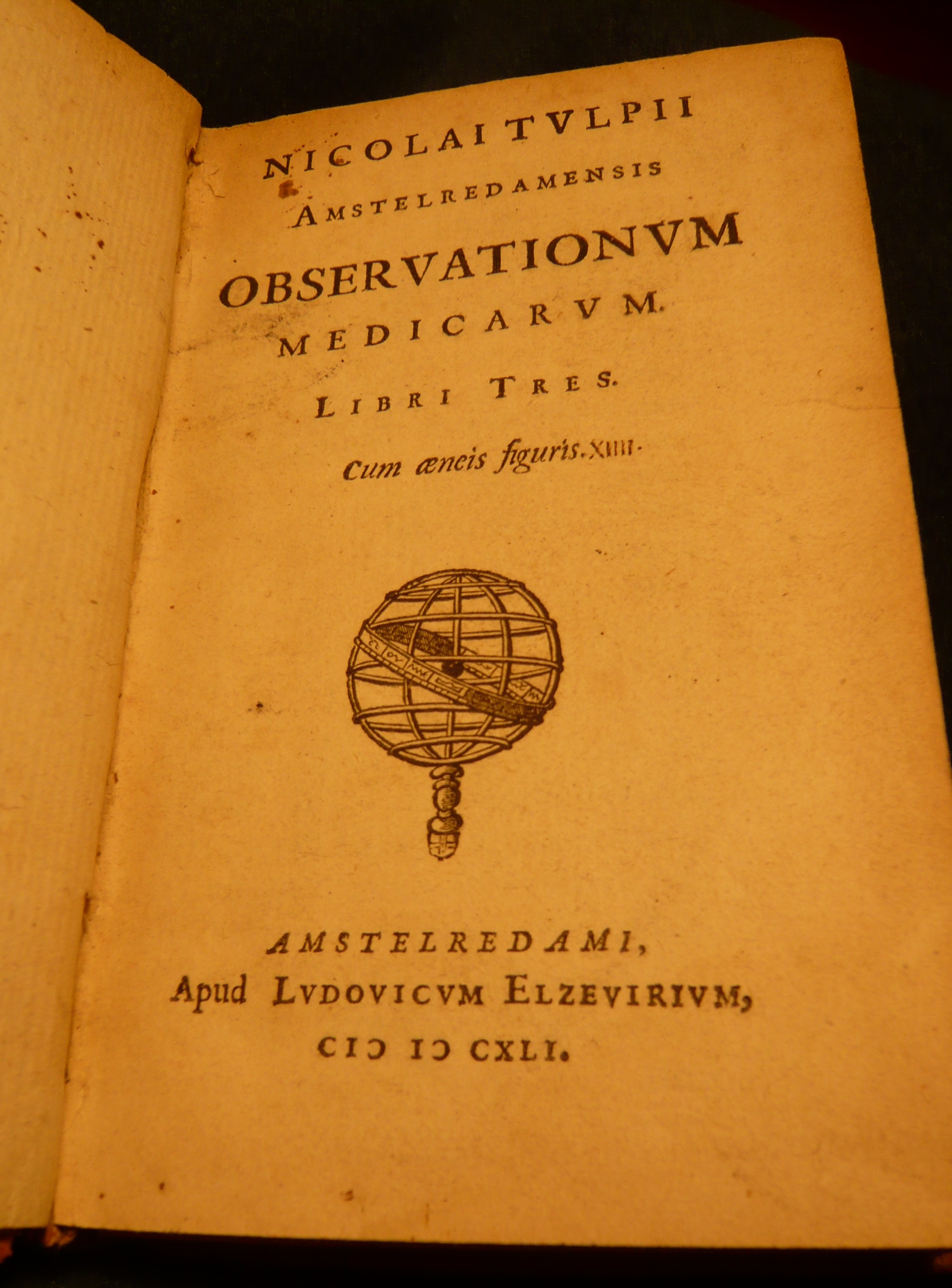
Voorbeeld van een uitgave van Lodewijk Elzevier: deel 3 van het Observatorionum medicarum

Lodewijk Elsevier of Louis Elzevier (Leuven, 1546 of 1547 – begraven Leiden, 4 februari 1617) was een Nederlands uitgever van Europese betekenis. Hij is de stamvader van het geslacht Elsevier en de adellijke familie Rammelman Elsevier. 

## Leven en werk
Elsevier begon in 1560 als boekbinder in de drukkerij van Christoffel Plantijn in Antwerpen. Hij trouwde met Mayken Duverdeyn (†1613). In 1580 vestigde hij zich als boekhandelaar in Leiden. Daar gaf hij zijn eerste boek uit in 1583. Zijn nakomelingen zetten zijn zaak voort tot 1791. Bij de uitgeverij en later drukkerij verschenen invloedrijke wetenschappelijke werken. Anders dan andere uitgevers die streefden naar vooral fraai drukwerk, legde Elsevier nadruk op degelijk- en leesbaarheid van de boeken. De uitgaven waren kleiner met smalle marges. De meeste boeken waren in het Latijn.
Een van zijn uitgaven was de Discorsi e dimostrazioni matematiche, intorno à due nuove scienze attenenti alla Mecanica e i Movimenti Locali, het laatste en wellicht meest invloedrijke boek van Galileo.
Zijn zonen Matthijs en Bonaventura Elsevier en kleinzoon Abraham Elsevier breidden de uitgeverij uit. Zoon Joost werd boekhandelaar in Utrecht. Zijn zoon Aernout werd kunstschilder.